# Birthday (cântec de Katy Perry)
Birthday (Ziua de nastere)  este o melodie înregistrată de cântăreața americană Katy Perry pentru al patrulea album de studio, Prism (2013). Ea a co-scris piesa cu Bonnie McKee și producătorii acesteia, Dr. Luke, Max Martin și Cirkut. Criticii, precum și Perry însăși, au comparat piesa cu muzica lui Prince și Mariah Carey. Prin dubla înțelegere în versurile Ziua de naștere , Perry face referințe sexuale în timp ce sărbătorește ziua de naștere a unui partener. Capitol Records a trimis piesa la radio mainstream și ritmic pe 21 aprilie 2014 ca al patrulea single al albumului.